# Mogens Lüchow
Mogens Lüchow (Copenaghen, 13 maggio 1918 – Copenaghen, 20 marzo 1989) è stato uno schermidore danese, vincitore di una medaglia d'oro ai campionati mondiali di scherma.